# Si loin du monde

Si loin du monde est le récit autobiographique de la dérive accidentelle dans l'océan Pacifique de Tauaea « Tavae » Raioaoa (1946-2010), un pêcheur tahitien. Ce document a reçu le prix des Maisons de la Presse en 2003 et le Prix Corail du livre de mer en 2004.
Parti à la pêche au mahi mahi à bord de son bateau, il était tombé en panne de moteur au large de Tahiti le 15 mars 2002. Lancées à la suite de son non-retour, les recherches en mer n'avaient rien donné.  Tavae Raioaoa dérivera pendant 118 jours avant de s'échouer sur One Foot Island, un minuscule motu d'Aitutaki, une île de l'archipel des Cook.   
Tavae Raioaoa ne parlant que le tahitien, ce livre est en fait la transcription de son récit oral donné fin 2002 à un traducteur et mis en forme par Lionel Duroy, un écrivain habitué à ce mode de rédaction. Il existe également une version du livre en tahitien.
Tavae Raioaoa est mort en 2010 à l'âge de 64 ans.